# BMW M21D24
BMW M21 – silnik BMW produkowany w dwóch wersjach: M21 D24W i M21 D24WA.

## M21 D24W
| Liczba cylindrów           | 6                                      |
| Średnica cylindrów         | 80 mm                                  |
| Skok tłoka                 | 81 mm                                  |
| Pojemność                  | 2443 cm3                               |
| Stopień sprężania          | 22,0:1                                 |
| Moc maksymalna             | 63 kW (85KM) przy 4600 obr./min        |
| Obroty maksymalne          | 4600 obr./min (chwilowe 5150 obr./min) |
| Maksymalny moment obrotowy | 152 Nm przy 2500 obr./min              |

## M21 D24WA
| Liczba cylindrów           | 6                                      |
| Średnica cylindrów         | 80 mm                                  |
| Skok tłoka                 | 81 mm                                  |
| Pojemność                  | 2443 cm3                               |
| Stopień sprężania          | 22,0:1                                 |
| Moc maksymalna             | 85 kW (115KM) przy 4800 obr./min       |
| Obroty maksymalne          | 4800 obr./min (chwilowe 5350 obr./min) |
| Maksymalny moment obrotowy | 220 Nm przy 2400 obr./min              |